# أيجا تايلور
أيجا تايلور (بالإنجليزية: Asia Taylor) مواليد 22 أغسطس 1991، هي لاعبة كرة سلة أمريكية. بدأت مسيرتها الاحترافية في سنة 2014. تم اختيارها من قبل فريق مينيسوتا لينكس خلال الدرافت. تلعب مع واشنطن ميستيكس في دوري الاتحاد الوطني لكرة السلة النسائية. وتحمل الرقم 31.

## المسيرة الاحترافية
لعبت مع مينيسوتا لينكس في سنة 2014، ثم لعبت مع كونيتيكت صن في سنة 2016، ثم لعبت مع واشنطن ميستيكس في سنة 2017.

## روابط خارجية
- أيجا تايلور على موقع الاتحاد الوطني لكرة السلة النسائية (الإنجليزية)
- أيجا تايلور على موقع كرة السلة الأوروبية.كوم (الإنجليزية)
- أيجا تايلور على موقع كلية كرة السلة في سبورتس رفرنس.كوم (الإنجليزية)
- أيجا تايلور على موقع بروبوليرز (الإنجليزية)
- أيجا تايلور على موقع سبورتس رفرنس (الإنجليزية)